# Lophospingus pusillus
Lophospingus pusillus là một loài chim trong họ Thraupidae.